# Sápmi Pride
Sápmi Pride är en pridefestival med samiskt fokus som arrangerats årligen sedan 2014.  

## Historia
2014 avslutades kultur- och demokratiprojektet Queering Sápmi som pågått sedan hösten 2011. Istället för en träff för de som engagerat sig i projektet skapades världens första samiska pridefestival. Festivalen anordnas för första gången i oktober 2014 i Kiruna och i prideparaden som tågade genom centrala staden gick 300 deltagare. Som underhållning vid festivalen fanns sångerskan Sofia Jannok.
Året därpå ägde festivalen rum i Karasjok i Nordnorge. Maxida Märak underhöll på fredagskvällen och det anordnades workshops med Asta Balto och Erland Elias. 2018 arrangerades Sápmi Pride i Östersund. Till festivalen 2018 skedde en turné från Jiellevárri/Gällivare genom inlandet till Staare/Östersund i regi av Lesbisk Makt.
2019 hölls festivalen i Trondheim i samband med Trondheim pride medan 2020 års upplaga ställdes in på grund av covid-19-pandemin. 2021 hölls festivalen i Utsjoki vid 
Tana älv. De norska myndigheterna hade stängt gränsen mellan Norge och Finland men aktiviteterna kunde också följas via strömmande media.

## Evenemang
| År   | Belägenhet |
| ---- | ---------- |
| 2014 | Kiruna     |
| 2015 | Karasjok   |
| 2016 | Kautokeino |
| 2017 | Enare      |
| 2018 | Östersund  |
| 2019 | Trondheim  |
| 2020 | –          |
| 2021 | Utsjoki    |
| 2022 | Jokkmokk   |
| 2023 | Hetta      |
| 2024 | Bodø       |